# Elena Risteska
Elena Risteska (en idioma macedonio: Елена Ристеска) (Skopie, 27 de abril de 1986) es una cantante macedonia. Representó a su país en el Festival de la Canción de Eurovisión 2006 celebrado en Atenas, Grecia con la canción "Ninanajna", obteniendo el 12º lugar en la final.

## Biografía

### Primeros años
Nacida en Skopie, (capital de la entonces República Socialista de Macedonia) un 27 de abril de 1986. Desde pequeña, comenzó a mostrar interés por las artes y música, siendo esta última pasión heredada de su madre. En 1994 se une al conjunto escolar de música folk "Kočo Racin" y durante sus años de escuela, Elena participó activamente en actividades relacionadas con el canto y el teatro. 
En 1996, Elena hace su primera aparición en la televisión de su país, fue durante el programa Mak-Karaoke Show del canal A1, interpretando la canción "Flamingo". Ese mismo año, comienza a aprender inglés y francés y junto a "Kočo Racin" comienza su primera gira recorriendo Bulgaria. En 1998 Elena participa en distintos festivales, tanto a nivel local, nacional e internacional y en 2000, realiza con el conjunto folclórico una gira a través de Turquía, República Checa y Bulgaria.

### Carrera profesional
Elena consigue el éxito y la popularidad en Macedonia del Norte gracias a su participación en el reality show "Play - Search For A Star". Su primer sencillo "Ona Drugoto", se convertiría rápidamente en un hit y su álbum debut "Den i Nok" (Ден и Ноќ), sería un éxito de ventas tanto en su país como en otras naciones de los Balcanes. Risteska también ha compuesto para diversos artistas como 4Play, Lambe Alabakoski, Aleksandra Pileva, Maja Sazdanovska, Robert Bilbilov, Verica Pandilovska, Adnan, Emil y Anja Veterova.
Luego del éxito de su primer álbum, Elena comenzó un proceso de internacionalización. En 2004 se presenta en el Golden Stag Festival de Braşov, Rumania y en 2005 participa en el festival Sunčane Skale de Herceg Novi, Montenegro con la canción "Ni na nebo, ni na zemja". Ese mismo año, la cadena MTV Adria comienza a emitir sus videoclips, lo que derivó en un aumento de su popularidad.

### Participación en Eurovisión
El 4 de marzo, Elena gana la preselección macedonia para el Festival de la Canción de Eurovisión 2006 con su canción "Ninanajna", compuesta por Rade Vrčakovski y producida por Darko Dimitrov. En la semifinal, obtuvo el 10º lugar con 76 puntos y en la final logró el 12º lugar con 56 puntos, siendo hasta la fecha el mejor puesto de Macedonia del Norte en el Festival de la Canción de Eurovisión desde su debut en 1998. 
En 2007, Elena participó como compositora en el  Skopje Fest 2007 con la canción "Belo e se" interpretada por Lambe Alabakoski. Sin embargo, el tema terminó ocupando el tercer lugar con un total de 101 puntos.

## Discografía

### Álbumes
- 2003 - Den i nok
- 2006 - 192
- 2008 - Milioner

### Singles
- 2002 - "Ona Drugoto"
- 2003 - "Den I Nok"
- 2003 - "Raj I Pekol"
- 2003 - "Vo tvojot svet" (junto a Adnan)
- 2003 - "Ne sakam da krijam"
- 2004 - "Pobeda za nas" (junto a Emil Arsov)
- 2004 - "Ni Na Nebo, Ni Na Zemja"
- 2006 - "Ninanajna"
- 2006 - "Ne Mogu"
- 2006 - "Na nekoi drugi svetovi" (junto a Lambe Alabakoski y Vrčak)
- 2006 - "Ljubav nije za nas" (junto a Regina)
- 2006 - "Esen Vo Mene"
- 2007 - "192"
- 2007 - "Milioner" (junto a Leroy Chambers)
- 2007 - "Kreveta dva"
- 2007 - "Ima Li Kraj"

### Singles en colaboración
- 2006 - "Zaspana Ubavica" (Vrčak junto a Elena Risteska)